# Арлон
Арлон (фр. Arlon, луксемб. и  , хол. Aarlen) је белгијски град у Валонији. Арлон је главни град провинције Луксембург. Кроз град протиче река Семоа.
Град се налази 185 километара југоисточно од Брисела, на железничком правцу Брисел-Луксембург-Стразбур. Јануара 2008, у Арлону је живело 26.929 становника.

## Историја
Арлон, уз Турне и Тонгерен, дели статус најстаријих градова Белгије. Град је настао на раскршћу путева према Ремсу, Триру и Келну. Основали су га Келти. За време владавине Римског царства звао се Orolaunum Vicus. У средњем веку град Арлон је био утврђен. Током 11. и 12. века, имао је своје војводе. Године 1226, постао је део Војводства Луксембург.

## Становништво
Према процени, у општини је 1. јануара 2015. живело 29.016 становника.
| 2000. | 2010. | 2015. |
| ----- | ----- | ----- |
| 24791 | 27763 | 29016 |

## Језици
Поред званичних језика Белгије (француски, холандски, немачки), регионални језици који се користе у граду су лоренски и луксембуршки.

## Партнерски градови
- Сен Дије де Вогез
- Битбург
- Ајанж
- Market Drayton
- Алба
- Дикирх
- Салфер
- Sullana